# Fanatik (journal turc)
Fanatik est un journal sportif publié en Turquie. En raison du faible nombre de pages consacrées au sport dans les journaux nationaux, il a été créé pour les lecteurs qui ne souhaitent lire que l'actualité sportive.
Bien que le journal Fanatik inclue des nouvelles et des colonnes dans toutes les branches sportives, il se concentre principalement sur le football.

## Source
1. ↑  ajout